# A4Tech
伍佰科技（A4Tech）是一家中華民國计算机外部设备公司，主要生产电脑鼠标以及鍵盤。总部位于台湾新北市。 A4Tech由鄭偉騰于1987年创立。 在中国大陆，A4Tech推出双飞燕牌鼠標。2011年，A4Tech在北美市场推出名为Bloody的品牌。